# کاظم‌لی
کاظم‌لی (به لاتین: Kazımlı) یک منطقه مسکونی در جمهوری آذربایجان است که در شهرستان تووز واقع شده است. کاظم‌لی ۳۶۵ نفر جمعیت دارد.